# Rinku Singh (Cricketspieler)
Rinku Khandchand Singh (Hindi रिंकू खानचंद सिंह; * 12. Oktober 1997 in Aligarh, Indien) ist ein indischer Cricketspieler, der seit 2023 für die indische Nationalmannschaft spielt.

## Kindheit und Ausbildung
Singh’s Vater war ein fliegender Händler und dagegen, dass Rinku und seine Brüder Cricket spielten. Mit Hilfe seiner Mutter und anderer Förderer konnte er jedoch das Spiel weiter betreiben. So durchlief die Altersabteilungen in Uttar Pradesh, nachdem er es bei den Trials in der Saison 2011/12 ins U16-Team schaffte.

## Aktive Karriere
Singh gab sein Debüt für Uttar Pradesh im Jahr 2014, als er sein erstes LA und Twenty20 im nationalen indischen Cricket bestritt. Sein First-Class-Debüt folgte in der Saison 2016/17. Für die Indian Premier League 2017 wurde er von den Kings XI Punjab erworben, kam jedoch nicht zum Einsatz. Im  Folgejahr wechselte er zu den Kolkata Knight Riders, wo er seinen Durchbruch schaffte. In der Ranji Trophy 2018/19 war er mit 953 Runs der zweitbeste Batter. Im Mai 2019 wurde er für drei Monate vom indischen Verband gesperrt, da er einen nicht autorisierten Einsatz in einer Twenty20-Liga in den Vereinigten Arabischen Emiraten hatte. Bei  der Indian Premier League 2023 stach er heraus, als er im Spiel gegen die Gujarat Titans im letzten Over die Kolkata Knight Riders mit fünf Sixes zum Sieg schlug. Daraufhin folgte im August 2023 in Irland sein Twenty20-Debüt in der Nationalmannschaft. Im Dezember erzielte er in Südafrika ein Fifty über 68* Runs im ersten Twenty20 und gab auch sein ODI-Debüt bei der Tour. Kurz darauf erreichte er gegen Afghanistan ein weiteres Fifty (69 Runs) in den Twenty20s.